# Dogger Bank

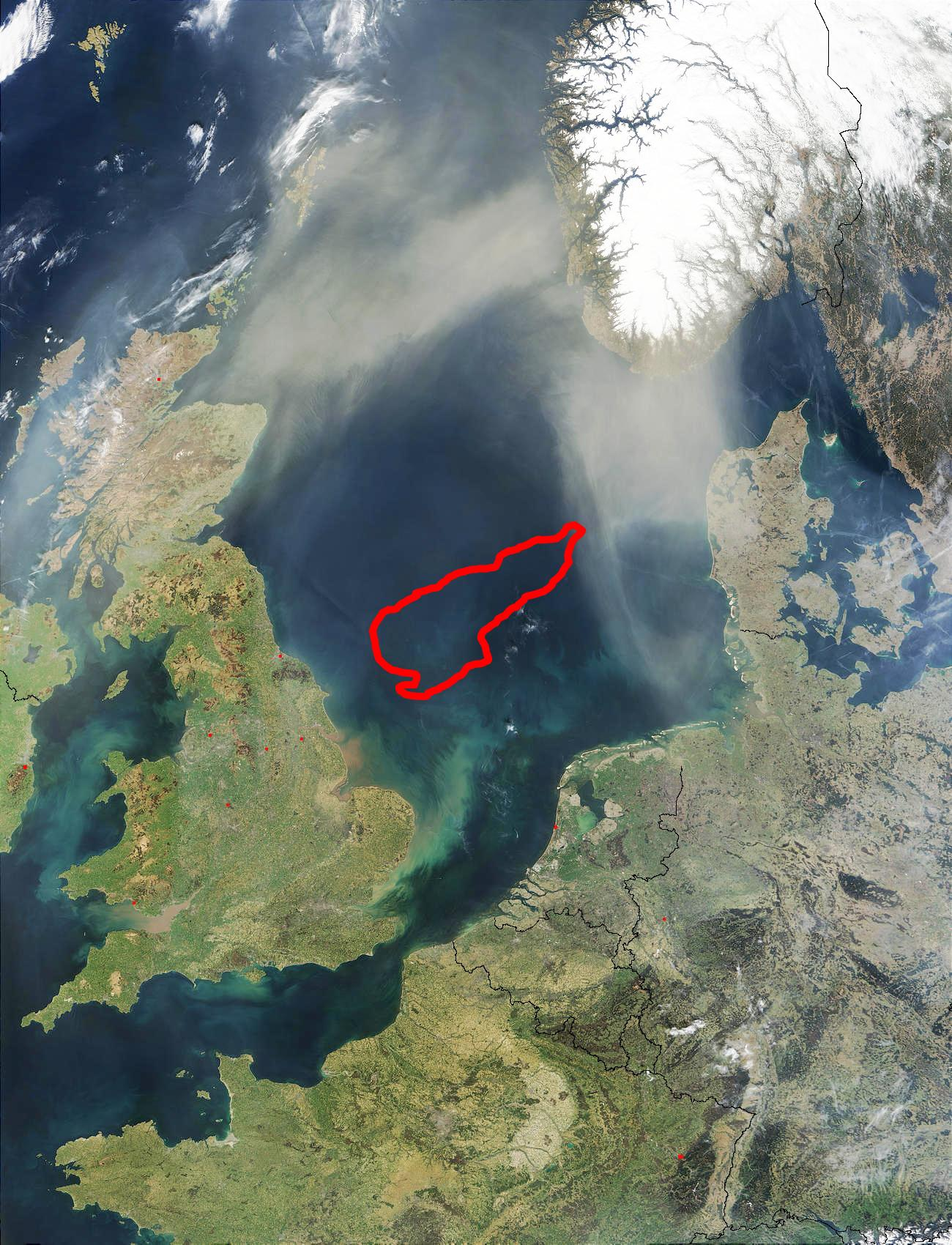
Conturul (cu roșu) a Dogger Bank

Dogger Bank (în neerlandeză Doggersbank, în germană Doggerbank, în daneză Doggerbanke) este un mare banc de nisip aflat într-o zonă puțin adâncă a Mării Nordului, la aproximativ 100 km în largul coastei de est a Angliei.
Din punct de vedere geologic este cel mai probabil o morenă. În timpul ultimei epoci glaciare bancul era parte dintr-o masă de uscat mai mare care lega Europa continentală și Insulele Britanice, cunoscută acum cu numele de Doggerland. Este cunoscut de mult timp ca fiind o zonă productivă de pescuit; a fost numit după doggers, bărcile de pescuit neerlandeze din Evul Mediu folosite mai ales pentru prinderea codului.
La începutul secolului al XXI-lea zona a fost identificată ca un amplasament potențial pentru un parc eolian britanic, fiind dezvoltat ca Dogger Bank Wind Farm.